# Aldobrandino III d'Este
Aldobrandino III d'Este (Ferrara, 14 settembre 1335 – Ferrara, 3 novembre 1361) fu signore di Ferrara e Modena dal 1352 fino alla sua morte.

## Biografia
Nacque primogenito da Obizzo III d'Este e dalla sua seconda moglie Lippa Ariosti. Venne legittimato, assieme ai suoi fratelli, da una Bolla pontificia di Papa Clemente VI.
Nel 1351 sposò Beatrice da Camino, figlia di Rizzardo III da Camino, appartenente ad una nobile casata della Marca Trevigiana.
Morì la notte del 3 novembre 1361 e non poté lasciare il potere al figlio Obizzo, che aveva solo 5 anni.

### Matrimonio e figli
Aldobrandino nel 1351 sposò Beatrice da Camino, della nobile famiglia dei Da Camino (? -1388) dalla quale ebbe due figli: 
- Verde d'Este[2]
- Obizzo IV d'Este

## Signore di Ferrara e Modena
Il 2 aprile del 1352, alla morte del padre, venne proclamato signore di Ferrara. A quel punto Aldobrandino tentò di convincere il cugino Francesco d'Este, che viveva a Venezia dopo aver lasciato la città ed essere stato in tempi precedenti pure a Copparo, Adria e Chioggia inviando il podestà di Ferrara e Galeazzo de' Medici.
IL tentativo di conciliazione non ebbe successo, e Francesco d'Este, discendente di Obizzo II d'Este, assieme al cugino Rinaldo, figlio di Nicolò I d'Este si opposero all'investitura del nuovo marchese di Ferrara. Questi ottennero il sostegno dei Da Carrara di Padova, dei Malatesta di Rimini e dei Gonzaga di Mantova. Aldobrandino a sua volta ricevette il sostegno di Cangrande II della Scala.
L'Imperatore Carlo IV, signore di Boemia e Germania, in quel periodo si stava recando a Roma per l'incoronazione, e Aldobrandino fu tra i primi a raggiungerlo per rendergli omaggio. Questo valse a lui ed al casato degli Estensi il riconoscimento con diploma imperiale del primato su Modena e Frignano.
Tra il 1355 ed il 1358 entrò in conflitto con la potente dinastia dei Visconti, di Milano, ma in seguito ogni atto di aggressività formale fu interrotto da un trattato di amicizia e di reciproco sostegno in caso di attacchi nemici. Nella contesa che riguardò Bologna e che vide su fronti opposti Bernabò Visconti e Papa Innocenzo VI si tenne tuttavia su posizioni neutrali, e questo gli valse, da parte papale, la riconferma del vicariato di Ferrara.
Aldobrandino III, assieme ai fratelli Nicolò ed Alberto ed al padre Obizzo III d'Este viene citato da Ludovico Ariosto nel suo poema Orlando furioso, e precisamente nel terzo canto.

## Ascendenza
|                         |                   |                          | Genitori                |  |  | Nonni |  |  | Bisnonni         |  |  | Trisnonni        |  |
|                         |                   |                          |                         |  |  |       |  |  | Obizzo II d'Este |  |  | Rinaldo I d'Este |  |
|                         |                   |                          |                         |  |  |       |  |  | Obizzo II d'Este |  |  | Rinaldo I d'Este |  |
|                         |                   | …                        |                         |  |  |       |  |  | Obizzo II d'Este |  |  |                  |  |
| Aldobrandino II d'Este  |                   |                          |                         |  |  |       |  |  | Obizzo II d'Este |  |  |                  |  |
|                         |                   | Giacomina Fieschi        | Nicolò Fieschi          |  |  |       |  |  |                  |  |  |                  |  |
|                         |                   | Giacomina Fieschi        | Nicolò Fieschi          |  |  |       |  |  |                  |  |  |                  |  |
|                         |                   | Giacomina Fieschi        | Leonora                 |  |  |       |  |  |                  |  |  |                  |  |
| Obizzo III d'Este       |                   | Giacomina Fieschi        |                         |  |  |       |  |  |                  |  |  |                  |  |
|                         |                   | Tobia Rangoni            | Guglielmo Rangoni       |  |  |       |  |  |                  |  |  |                  |  |
|                         |                   | Tobia Rangoni            | Guglielmo Rangoni       |  |  |       |  |  |                  |  |  |                  |  |
|                         |                   | Tobia Rangoni            | …                       |  |  |       |  |  |                  |  |  |                  |  |
| Alda Rangoni            |                   | Tobia Rangoni            |                         |  |  |       |  |  |                  |  |  |                  |  |
|                         |                   | Caracosa Lupi di Soragna | Ugolino Lupi di Soragna |  |  |       |  |  |                  |  |  |                  |  |
|                         |                   | Caracosa Lupi di Soragna | Ugolino Lupi di Soragna |  |  |       |  |  |                  |  |  |                  |  |
|                         |                   | Caracosa Lupi di Soragna | …                       |  |  |       |  |  |                  |  |  |                  |  |
| Aldobrandino III d'Este |                   | Caracosa Lupi di Soragna |                         |  |  |       |  |  |                  |  |  |                  |  |
|                         | Bonifazio Ariosto | …                        |                         |  |  |       |  |  |                  |  |  |                  |  |
|                         | Bonifazio Ariosto | …                        |                         |  |  |       |  |  |                  |  |  |                  |  |
|                         | Bonifazio Ariosto | …                        |                         |  |  |       |  |  |                  |  |  |                  |  |
| Jacopo Ariosto          | Bonifazio Ariosto |                          |                         |  |  |       |  |  |                  |  |  |                  |  |
|                         |                   | ...                      | …                       |  |  |       |  |  |                  |  |  |                  |  |
|                         |                   | ...                      | …                       |  |  |       |  |  |                  |  |  |                  |  |
|                         |                   | ...                      | …                       |  |  |       |  |  |                  |  |  |                  |  |
| Lippa Ariosti           |                   | ...                      |                         |  |  |       |  |  |                  |  |  |                  |  |
|                         |                   | ...                      | …                       |  |  |       |  |  |                  |  |  |                  |  |
|                         |                   | ...                      | …                       |  |  |       |  |  |                  |  |  |                  |  |
|                         |                   | ...                      | …                       |  |  |       |  |  |                  |  |  |                  |  |
| ...                     |                   | ...                      |                         |  |  |       |  |  |                  |  |  |                  |  |
|                         |                   | …                        | …                       |  |  |       |  |  |                  |  |  |                  |  |
|                         |                   | …                        | …                       |  |  |       |  |  |                  |  |  |                  |  |
|                         |                   | …                        | …                       |  |  |       |  |  |                  |  |  |                  |  |
|                         |                   | …                        |                         |  |  |       |  |  |                  |  |  |                  |  |